# При відчинених дверях
«При відчинених дверях» («При открытых дверях») — радянський двосерійний телефільм 1986 року, знятий режисером Ернестом Ясаном на кіностудії «Ленфільм».

## Сюжет
Соціально-психологічна драма за мотивами п'єси В. Азернікова. В інституті, де працює головний герой фільму — соціолог Сергій Лужин, проводять розслідування у зв'язку з його посадовою провиною: він забув на заводі, де проводив соціологічне опитування, дані, що не підлягають розголосу. Їх зміст стає відомим колективу цеху, виникає конфлікт, оскільки з'ясовується, що офіційний начальник цеху, Катерина Михайлівна, яка потрапила на посаду за протекцією, авторитетом у цеху не користується і що в цеху є неофіційний лідер — інженер Углов.

## У ролях
- Віктор Михайлов — Сергій Сергійович Лужин, соціолог
- Валерій Івченко — Кирило Михайлович Углов
- Тетяна Васильєва — Катерина Михайлівна, начальник цеху
- Ніна Русланова — Зінаїда Іванівна, начальник ділянки заводу
- Станіслав Ландграф — Зеленський, заступник директора заводу
- Микола Волков — Микола Миколайович, професор соціології
- Олексій Миронов — Захар Захарович, заводський співробітник
- Ольга Волкова — Надія Петрівна, інженер
- Семен Фарада — Сергій Єрвандович, інженер
- Олексій Локтєв — Юрій Васильович, директор заводу
- Андрій Толубєєв — Георгій Степанович, новий секретар міськкому
- Юрій Соболєв — Іванов
- Віктор Іллічов — Петров, соціолог
- Валерій Доронін — Сидоров, соціолог
- Володимир Бєлоусов — Лев Дьомін
- Ніна Усатова — Ніна Олександрівна, дружина Лева Дьоміна
- Рита Іванова — Оля, дочка Катерини Михайлівни
- Валерій Кравченко — співробітник заводу
- Ірина Розанова — співробітниця заводу
- Володимир Голишков — епізод
- Світлана Кірєєва — епізод
- Євген Котов — епізод
- Валерій Кузін — епізод
- І. Михайлова — епізод
- Юрій Павлов — епізод
- Ю. Труш — епізод
- Галина Шмакова — епізод

## Знімальна група
- Режисер — Ернест Ясан
- Сценарист — Валентин Азерніков
- Оператор — Микола Строганов
- Композитор — Георгій Гаранян
- Художник — Володимир Костін